# إستيري
إستيري هي مدينة من مدن هايتي. يبلغ عدد سكانها 3,000 نسمة وذلك حسب إحصائيات سنة 2003. يبلغ ارتفاع المدينة عن سطح البحر قرابة 3 متر.

## أعلام
- رومان جينيوفا